# حرائق غابات ورولو 2021
حرائق غابات ورولو 2021 كان حريق غابات سريع الحركة بدأ في 1 فبراير 2021 في ورولو 45 كيلومترًا (28 ميلًا) شمال شرق منطقة الأعمال المركزية في بيرث في شاير أوف موندارينج، أستراليا الغربية. بحلول 2 فبراير امتدت حالة الطوارئ المتعلقة بحرائق الغابات إلى شيري أوف تشيترنغ ونورثام ومدينة سوان. دمرت ما لا يقل عن 86 منزلاً وعربتي إطفاء. بحلول 6 فبراير قطع حريق الغابات مسافة 26 كم (16 ميل) من مصدره. تزامن الحريق مع إغلاق منطقة بيرث الحضرية لمدة خمسة أيام والذي بدأ في الساعة 6 مساءً في 31 يناير بسبب حالة كوفيد 19 خارج الحجر الصحي بالفندق. في يوليو 2021 اتهمت شرطة غرب أستراليا رجلًا بالإخلال بواجبه والقيام بنشاط قد يتسبب في نشوب حريق، بدعوى أنه استخدم مطحنة زاوية تسببت في شرارات.

## سبب الحريق
تمت مقابلة رجل بعد أيام من اندلاع الحريق. في 16 يوليو ألقي القبض عليه ووجهت إليه تهمة خرق للواجب وأخرى بالقيام بنشاط في الهواء الطلق تسبب أو يمكن أن يتسبب في نشوب حريق. منذ الحريق أجرى محققو الحرق المتعمد في شرطة بيرث وغرب أستراليا تحقيقًا في مصدر الحريق. وزُعم أن الرجل المعني قد استخدم طاحونة زاوية لإزالة قفل على حاوية شحن أشعلت النار.

## جمع التبرعات لمواجهة الكارثة
أعيد فتح صندوق إغاثة اللورد مايور مع رئيس وزراء الولاية مارك ماكجوان بمبلغ 2 مليون دولار بالإضافة إلى نصف مليون دولار أخرى ساهم بها الصندوق نفسه بعد ظهر يوم 3 فبراير.
أعلن الرئيس التنفيذي لشركة ريو تينتو إيفان فيلا أن منظمته تتبرع بمليوني دولار لمساعدة مبادرات التعافي. من هذا المبلغ تم التبرع بمبلغ خمسمئة ألف دولار من قبل عدد من الشركات. تعهد صندوق التأمين الصحي بمبلغ 25.000 دولار بينما قال بول إيفرينجهام الرئيس التنفيذي لغرفة واشنطن للمعادن والطاقة إنهما مستعدان للالتزام بمبلغ 2.5 مليون دولار.
بحلول يوم الخميس 4 فبراير انضمت شيفرون إلى مساهمة ريو تينتو في صندوق إغاثة اللورد مايور، حيث ساهمت شيفرون بمبلغ 1.2 مليون دولار. ساهم كولز بمبلغ 100.000 دولار وقدرة عملائه على المساهمة بشكل أكبر. شاركت مؤسسة مندروو التابعة لأندرو فورست مع جيش الخلاص لتوفير الملاجئ والطعام في حالات الطوارئ، بالإضافة إلى وسائل لتقديم التبرعات المالية. عرضت كراون بيرث 100 غرفة مجانية للموظفين المتضررين من حرائق الغابات.
بحلول يوم الجمعة 5 فبراير جمع صندوق إغاثة اللورد مايور أكثر من 6.1 مليون دولار. في يوم الاثنين 8 فبراير أعلن عمدة اللورد باسل زيمبيلاس أنه تم جمع 7.2 مليون دولار من الأموال. بحلول 12 فبراير وصل الصندوق إلى 12.3 مليون دولار.

## مطالبات التأمين
قدرت تقديرات التأمين المبكرة تكلفة حرائق الغابات بأكثر من 40 مليون دولار. وشملت المطالبات مركبات وأسيجة واسطبلات وحظائر وخزانات مياه وما لا يقل عن 81 منزلاً. بدأت شركتا التأمين الرئيسية وهما آر إيه سي وإتش بي إف في تلقي المطالبات اعتبارًا من 4 فبراير، حيث تلقى الأول أربعة مطالبات منزلية وثلاثة عشر سيارة بينما تلقى الأخير ثلاث مطالبات تتعلق بالمنزل. توقع كلاهما تلقي المزيد من المطالبات، في حين كانت هناك تكهنات بأن العديد منهم يعانون من نقص في التأمين أو ليس لديهم أي مطالبات. قال مجلس التأمين الأسترالي إن شركات التأمين تلقت أكثر من 270 مطالبة. في يوليو قال مجلس التأمين الأسترالي إن تكلفة الحريق بلغت الآن 91 مليون دولار، مع 1000 مطالبة لشركات التأمين و600 تسوية.

## التحقيق
في 13 أغسطس 2021 أطلقت حكومة الولاية تحقيقًا في حرائق الغابات، بقيادة مجلس سلطات الإطفاء والطوارئ الأسترالي. سيتم فتح التقديمات اعتبارًا من 20 أغسطس 2021 وتنتهي في 24 سبتمبر 2021. وقال وزير خدمات الطوارئ ريس ويتبي إن "التحقيق سوف يفحص الظروف المحيطة بحريق ورولو والاستجابة له"، وفي أي حالة طوارئ كبرى هناك الدروس التي يجب تعلمها. تلتزم حكومة الولاية بالتعلم قدر الإمكان عن حرائق ورولو لمعرفة ما إذا كان يمكن إجراء أي تحسينات في المستقبل.